# Bata (prenda)

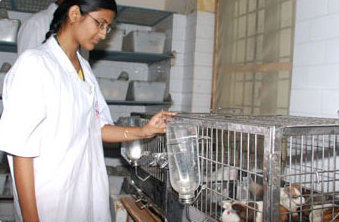
Estudiante en un laboratorio con bata.

Una bata, delantal, mandil o guardapolvo es una pieza de ropa amplia y larga que sirve en un laboratorio para protegerse de cualquier daño que puedan hacer las sustancias químicas a la ropa o a las personas. El reglamento del laboratorio dice que debe ser utilizada obligatoriamente (en nivel medio superior) para no sufrir daños de agentes biológicos y materiales que son potencialmente peligrosos para los seres humanos, animales o plantas. 
Entre los agentes biopeligosos se encuentran: ciertas bacterias, hongos, virus, rickettsias, chlamidias, parásitos, productos recombinantes, alérgenos, cultivos de células humanas y animales y los agentes infecciosos potenciales que contengan estas células, viroides, priones y otros agentes infecciosos que se contemplan en leyes, normativas y normas. 
Las batas también son utilizadas por otras profesiones como médicos, enfermeras, técnicos, profesores, etc. con objeto de no ensuciar sus prendas de vestir. Son de manga larga o corta. También se utiliza en Argentina y en Uruguay, como uniforme obligatorio en las escuelas primarias estatales y en algunas secundarias, tanto por alumnos como por docentes.
También se habla de bata como ropaje para guardarse del frío, generalmente, utilizado como indumentaria para estar en casa.
El nombre bata también hace referencia a una prenda de dormir femenina usada en lugar de la pijama.